# Leucochrysini
Tribu
Les Leucochrysini sont une tribu d'insectes de l'ordre de névroptères, de la famille des Chrysopidae et de la sous-famille des Chrysopinae.

## Liste de genres
- Berchmansus Navás, 1913
- Cacarulla Navas, 1910
- Gonzaga Navás, 1913
- Leucochrysa Banks, 1950 (incluant Nodita)
- Neula Navás, 1914
- Nuvol (information manquante)
- Santocellus Tauber & Albuquerque, 2008
- Vieira Navás, 1913

Selon le site the Paleontology Database, il existe une espèce fossile du genre Leucochrysa, trouvée dans de l'ambre datant du Miocène en République dominicaine.